# ウィリアム・スタンリー (第9代ダービー伯爵)

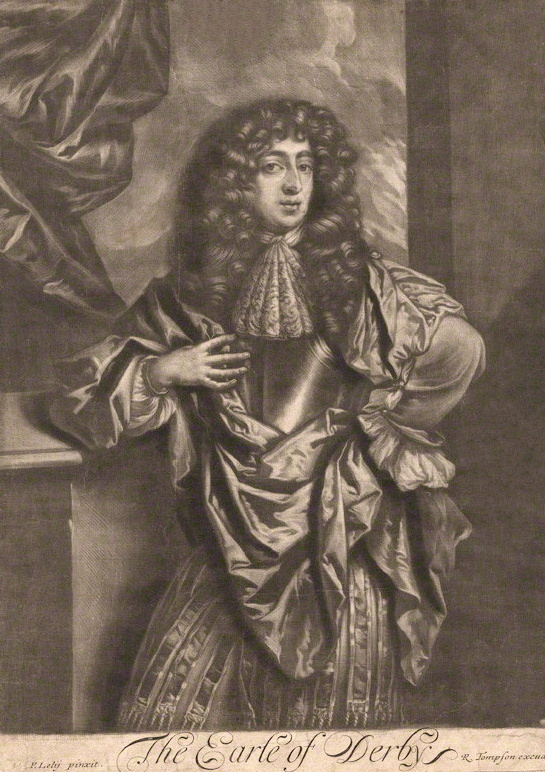
第9代ダービー伯爵

第9代ダービー伯爵ウィリアム・ジョージ・リチャード・スタンリー（英語: William George Richard Stanley, 9th Earl of Derby、1656年3月18日 – 1702年11月5日）は、イングランド王国の貴族、政治家。1656年から1672年までストレンジ卿の儀礼称号を使用した。

## 生涯
第8代ダービー伯爵チャールズ・スタンリーとドロシア・ヘレナ・カークホーヴェン（Dorothea Helena Kirkhoven）の長男として、1656年3月18日に生まれた。
1672年12月21日に父が死去すると、ダービー伯爵の爵位を継承した。
1684年3月3日から1691年3月9日までチェシャー副提督とランカシャー副提督を、1676年から1687年と1688年から1689年までランカシャー統監とチェシャー統監を、1702年6月から11月までランカシャー統監と北ウェールズ統監を務めた。また、1685年のジェームズ2世戴冠式に参加した。
1702年11月5日に死去、息子が早世したため弟ジェームズがダービー伯爵の爵位を継承した。ストレンジ男爵の爵位は2人の娘の間で保持者不在となったが、1714年に次女エリザベスが死去すると長女ヘンリエッタが爵位を継承した。第9代ダービー伯爵はオルムズカークで埋葬された。

## 家族
1673年7月10日、エリザベス・バトラー（第6代オソリー伯爵トマス・バトラーの娘）と結婚、1男2女をもうけた。
- ジェームズ（1680年6月28日 – 1700年4月14日埋葬） - 生涯未婚
- ヘンリエッタ（1718年6月26日没） - 1706年5月21日、第4代アングルシー伯爵ジョン・アンズリー（英語版）（1710年没）と結婚、1女をもうけた。1714年7月24日、第3代アシュバーナム男爵ジョン・アシュバーナム（1737年没、後の初代アシュバーナム伯爵）と再婚、1女をもうけた
- エリザベス（1714年4月23日没） - 生涯未婚